# بولاسكي (تينيسي)
بولاسكي (بالإنجليزية: Pulaski, Tennessee)‏ هي مدينة تقع في مقاطعة غيلز (تينيسي) بولاية تينيسي في وسط شرق الولايات المتحدة. تأسست عام 1809، تبلغ مساحة هذه المدينة 17 (كم²)، وترتفع عن سطح البحر 213 م، بلغ عدد سكانها 7870 نسمة في عام 2010 حسب إحصاء مكتب تعداد الولايات المتحدة وتصل الكثافة السكانية فيها auto نسمة/كم2. اشتهرت البلدة باعتبارها الموطن الأوَّل لجماعة كو كلوكس كلان، حيث تكوَّنت الجماعة في هذه البلدة في عام 1865، بواسطة ستة من جنود الحرب الأهليَّة الأمريكية المشاركين في جيش الولايات الكونفدرالية الأمريكية.

## التركيبة السكانية
حدّد مكتب تعداد الولايات المتحدة بيانات التركيبة السكانية لبولاسكي في تعداد الولايات المتحدة. في ما يلي، التركيبة السكانية حسب تعدادي 2000 و2010.

### تعداد عام 2000
بلغ عدد سكان بولاسكي 7,871 نسمة بحسب تعداد عام 2000، وبلغ عدد الأسر 3,455 أسرة وعدد العائلات 2,039 عائلة مقيمة في المدينة. في حين سجلت الكثافة السكانية 404.9 نسمة لكل كيلومتر مربع (1,048.7/ميل2). وبلغ عدد الوحدات السكنية 3,888 وحدة بمتوسط كثافة قدره 200 لكل كيلومتر مربع (518.0/ميل2).
وتوزع التركيب العرقي للمدينة بنسبة 70.40% من البيض و27.06% من الأمريكيين الأفارقة و0.24% من الأمريكيين الأصليين و0.85% من الأمريكيين ذوي الأصول الآسيوية و0.01% من سكان جزر المحيط الهادئ و0.23% من الأعراق الأخرى و1.21% من عرقين مختلطين أو أكثر و1.11% من الهسبانيون أو اللاتينيون من أي عرق.
بلغ عدد الأسر 3,455 أسرة كانت نسبة 29.3% منها لديها أطفال تحت سن الثامنة عشر تعيش معهم، وبلغت نسبة الأزواج القاطنين مع بعضهم البعض 37.7% من أصل المجموع الكلي للأسر، ونسبة 18.2% من الأسر كان لديها معيلات من الإناث دون وجود شريك، بينما كانت نسبة 3.2% من الأسر لديها معيلون من الذكور دون وجود شريكة وكانت نسبة 41% من غير العائلات. تألفت نسبة 37.5% من أصل جميع الأسر من عدة أفراد يعيشون في نفس المنزل ونسبة 17.6% كانت تتألف من شخص يعيش بمفرده يبلغ من العمر 65 عاماً أو أكثر. وبلغ متوسط حجم الأسرة المعيشية 2.15، أما متوسط حجم العائلات فبلغ 2.82.
بلغ العمر الوسطي للسكان 38.7 عاماً. وكانت نسبة 22.1% من القاطنين تحت سن الثامنة عشر، وكانت نسبة 8% بين الثامنة عشر والرابعة والعشرين عاماً، ونسبة 25.1% كانت واقعةً في الفئة العمرية ما بين الخامسة والعشرين والرابعة والأربعين عاماً، ونسبة 21.9% كانت ما بين الخامسة والأربعين والرابعة والستين، ونسبة 17.3% كانت ضمن فئة الخامسة والستين عاماً فما فوق. يوجد لكل 100 أنثى 82.1 ذكر، ويوجد لكل 100 أنثى في الثامنة عشر من عمرها فما فوق 77.7 ذكر.
بلغ متوسط دخل الأسرة في المدينة 27,459 دولارًا، أما متوسط دخل العائلة فبلغ 37,219 دولارًا. وكان متوسط دخل الذكور 30,400 دولارًا مقابل 21,714 دولارًا للإناث. وسجل دخل الفرد الخاص بالمدينة 16,751 دولارًا. وكانت نسبة 12.7% من العائلات ونسبة 17.9% من السكان تحت خط الفقر، وكان من هؤلاء نسبة 28.9% تحت سن الثامنة عشر ونسبة 17.1% في الخامسة والستين من العمر وما فوق.

### تعداد عام 2010
بلغ عدد سكان بولاسكي 7,870 نسمة بحسب تعداد عام 2010، وبلغ عدد الأسر 3,302 أسرة وعدد العائلات 1,907 عائلة مقيمة في المدينة. في حين سجلت الكثافة السكانية 404.8 نسمة لكل كيلومتر مربع (1,048.4/ميل2). وبلغ عدد الوحدات السكنية 3,866 وحدة بمتوسط كثافة قدره 198.9 لكل كيلومتر مربع (515.1/ميل2).
وتوزع التركيب العرقي للمدينة بنسبة 71.02% من البيض و24.40% من الأمريكيين الأفارقة و0.19% من الأمريكيين الأصليين و0.57% من الأمريكيين ذوي الأصول الآسيوية و0.09% من سكان جزر المحيط الهادئ و1.04% من الأعراق الأخرى و2.69% من عرقين مختلطين أو أكثر و2.15% من الهسبانيون أو اللاتينيون من أي عرق.
بلغ عدد الأسر 3,302 أسرة كانت نسبة 28.4% منها لديها أطفال تحت سن الثامنة عشر تعيش معهم، وبلغت نسبة الأزواج القاطنين مع بعضهم البعض 33.7% من أصل المجموع الكلي للأسر، ونسبة 19.7% من الأسر كان لديها معيلات من الإناث دون وجود شريك، بينما كانت نسبة 4.4% من الأسر لديها معيلون من الذكور دون وجود شريكة وكانت نسبة 42.2% من غير العائلات. تألفت نسبة 37.4% من أصل جميع الأسر من عدة أفراد يعيشون في نفس المنزل ونسبة 16.1% كانت تتألف من شخص يعيش بمفرده يبلغ من العمر 65 عاماً أو أكثر. وبلغ متوسط حجم الأسرة المعيشية 2.21، أما متوسط حجم العائلات فبلغ 2.86.
بلغ العمر الوسطي للسكان 39.3 عاماً. وكانت نسبة 21.2% من القاطنين تحت سن الثامنة عشر، وكانت نسبة 13.1% بين الثامنة عشر والرابعة والعشرين عاماً، ونسبة 22.4% كانت واقعةً في الفئة العمرية ما بين الخامسة والعشرين والرابعة والأربعين عاماً، ونسبة 25% كانت ما بين الخامسة والأربعين والرابعة والستين، ونسبة 18.3% كانت ضمن فئة الخامسة والستين عاماً فما فوق. وتوزع التركيب الجنسي للسكان بنسبة 45.4% ذكور و54.6% إناث.

## أعلام
- جوليا سميث غيبونز
- سام ديفيس
- لاري بيردسونغ
- بوبي غوردون
- تايلر سميث
- ويلسون كولينز
- فرانكلين كلارنس مارس

## وصلات خارجية
- The US50 - Cities and Towns in Tennessee State